# آترزی مری
بن‌بست مری یا آترزی مری (به انگلیسی: Esophageal atresia) گونه‌ای ناهنجاری مادرزادی در دستگاه گوارش می‌باشد که در آن مری در دورهٔ جنینی رشد و نمو نیافته و پیوستگی مسیر مری تا معده در میانهٔ راه، کور و بن بسته شده و همچون بادکنکی آویزان در پشت نای قرار می‌گیرد.
آترزی مری، شامل انواع مختلفی از نواقص آناتومیکی مادرزادی با ریشه در عدم توسعه یافتگی جنینی در مِری می‌باشد. این عارضه با مشاهده عدم پیوستگی ساختار دیواره مری تشخیص داده می‌شود.

## شیوع
از هر ۲۵۰۰ نوزاد زنده ممکن است یک نفر به این عارضه مادرزادی مبتلا باشد.

انسداد مادرزادی مری∗ نشان‌دهنده عدم پیوستگی ساختار مری - معده می‌باشد که به صورت یک کیسه کور نمایان می‌گردد. فیستول تراکئوازوفاژیال∗ نشان دهنده مجرای غیرطبیعی میان نای و مری می‌باشد که در این شرایط نوزاد با بلعیدن شیر دچار پنومونی یا سایر اختلالات می‌گردد.

انسداد مادرزادی مری و فیستول تراکئوازوفاژیال به‌طور جداگانه یا همزمان می‌توانند رخ دهند. این دو عارضه در بخش مراقبت‌های ویژه تشخیص داده شده و بلافاصله اقدامات فوری جهت درمانشان انجام می‌گیرد.

## درمان
به مجرد اینکه آترزی مری شناسایی شد، از شیر دادن به نوزاد بایستی پرهیز شده و از راه رگ نیازهای غذایی وی برآورده گردد. درمان بستگی به شدت آن داشته و بیشتر با جراحی شکافتن مری و پیوند زدن آن به معده و نیز برطرف کردن فیستول می‌باشد.

## معادل‌های انگلیسی
- ^  Esophageal Atresia (EA)
- ^ Tracheoesophageal fistula (TEF)